# Stary kościół Zwiastowania w Balzan
Stary kościół Zwiastowania (malt. Il-knisja l-qadima tal-Lunzjata, ang. Old church of the Annunciation), znany też lokalnie, dla odróżnienia od kościoła parafialnego pod tym samym wezwaniem, jako kaplica Zwiastowania Pańskiego (malt. Il-Kappella tal-Lunzjata, ang. Annunciation Chapel) – rzymskokatolicki kościół, były kościół parafialny, w wiosce Balzan na Malcie. 

## Położenie
Stary kościół Zwiastowania zawsze był głównym elementem wioski Balzan. I słusznie, gdyż to tutaj 14 sierpnia 1655 narodziła się parafia. Kościół jest mały, stoi obok dwóch innych świątyń, przy drodze dzisiaj noszącej nazwę Triq it-Tliet Knejjes (ulica Trzech Kościołów). Dwa pozostałe to, zbudowany w roku 1593 kościół św. Rocha, a drugi, który jest teraz prywatnym domem, miał za patrona św. Leonarda (malt. Sant Anard). Te trzy kościoły stoją w jednej z najstarszych części miejscowości, dokładnie w samym sercu Balzan.

## Historia

### Początki
Pierwszą pisemną informację o kościele Zwiastowania podał 1 lutego 1575 biskup Pietro Dusina w sprawozdaniu z wizyty apostolskiej. Zanotował, że kościół został zbudowany w XVI wieku i był od początku poświęcony Zwiastowaniu. Ale profesor Stanley Fiorini z Uniwersytetu Maltańskiego przekonuje, że okres budowy kościoła można cofnąć do XV wieku. W publikacji „Ħal Balzan: 350 Sena Parroċċa, 1655-2005: Tifkira” (Balzan: 350 lat parafii, 1655-2005: Pamięć) pisze, że w 1420, kiedy ludność Balzan liczyła około stu osób, kościół „wciąż jest wspominany w bieżących dokumentach” oraz „jego architektura jest typowa dla XV wieku”.

### Ustanowienie parafii
Wioska Balzan zawsze należała do parafii w Birkirkarze, posługa kapłańska udzielana była przez księży z kościoła parafialnego.

Kiedy 1 lutego 1575 biskup Pietro Dusina odwiedził wioskę, liczba jej mieszkańców wynosiła 300 osób. Gdy 19 marca 1655 biskup Miguel Juan Balaguer Camarasa odwiedził Balzan, mieszkańcy przekazali mu list z prośbą o oddzielenie ich wioski od parafii Birkirkara, i ustanowienie jej samodzielną parafią. 
14 sierpnia 1655 biskup podniósł Balzan do statusu niezależnej parafii. Pierwszym kościołem parafialnym został kościół Zwiastowania, zaś pierwszym proboszczem Adrian Zarb, ksiądz z kościoła w Birkirkarze.

### Utrata statusu
Kościół posiadał status parafialnego do czasu zbudowania w Balzan większego kościoła w 1693.

### Kościół na przestrzeni lat
Przez wiele lat budynek używany był jako magazyn sprzętu, służącego organizowaniu świąt i procesji. Podczas lat wojennych, kiedy w wielu domach w Balzan mieszkali uciekinierzy z terenu Three Cities, oraz później, przez kilka powojennych lat, członkowie M.U.S.E.U.M. prowadzili tutaj lekcje religii dla dzieci i dorosłych. 
Kiedy w latach dziewięćdziesiątych XX wieku magazyn przeniesiony został do innego budynku, miłośnicy Balzan zadbali o uporządkowanie wnętrza. W roku 2006 pracownicy Sekcji Odnowy Ministerstwa Zasobów i Infrastruktury fachowo odrestaurowali, wraz z sąsiednim kościołem św. Rocha, budynek kościółka.

## Architektura i otoczenie
Styl fasady jest całkiem prosty, identyczny ze stylem, w którym ówcześnie budowano kościoły. Kamienny prosty portal drzwi wyprofilowany ponad nimi w łuk. Nad drzwiami jest prostokątne zakratowane okno. Na szczycie fasady znajduje się mała prosta dzwonnica bell-cot, na której szczycie umieszczony jest krzyż.
Biskup Baldassare Cagliares, który odwiedził kościół 18 listopada 1615, zanotował, że jego drzwi są zwrócone na zachód, a przed nim, pośrodku placu, znajduje się duży krzyż cmentarny na kamiennej kolumnie. Z wizyty biskupa Davide Cocco Palmieri, 3 grudnia 1686, dowiadujemy się, że kościół ma troje drzwi: główne od strony zachodniej, drugie zwrócone na północ, i prowadzące na dziedziniec otoczony murem, a trzecie wychodzą na południe, i łączą z kościołem św. Leonarda.

## Wnętrze kościoła
Mons. Dusina w swoim raporcie (1575) podaje, że kościół był ładny i przyzwoicie utrzymany. W przeciwieństwie do wielu innych podobnych kościołów, miał brukowaną podłogę, drewniane drzwi były zamknięte, a pośrodku na ołtarzu był obraz Zwiastowania. 
Wnętrze świątyni ozdobione jest sześcioma gotyckimi łukami, podtrzymującymi sklepienie. Dziś przy ścianie naprzeciw wejścia znajduje się ołtarz, którego nastawę tworzy duży obraz Zwiastowanie, nieznanego malarza. Drzwi na ścianach bocznych zostały zamurowane, widoczne są jeszcze ślady. Od czasu zbudowania kościoła nie zostały w nim wykonane żadne inne przebudowy, poza przesunięciem ołtarza, który stał przy samej ścianie, do najbliższego łuku, aby można było zbudować ścianę zakrystii.

### Ołtarze kościoła
Dziś kościół ma jeden ołtarz, poświęcony Zwiastowaniu. Ołtarz jest kamienny z pozłacaną drewnianą predellą, i pięknym starym obrazem Zwiastowanie, dziełem nieznanego artysty. Ale w przeszłości kościół posiadał więcej niż jeden ołtarz. W relacji wizytacji Dusiny zaznaczono, że kościół miał inne małe ołtarze. Biskup kazał je usunąć, ponieważ według niego tworzyły zamęt w kościele - mimo iż spełniały wszystkie wymagania, by odprawiać przy nich msze.
Z relacji pasterskiej wizyty biskupa Tommaso Gargallo, 4 grudnia 1601 wiemy, że kościół miał trzy ołtarze: główny poświęcony Zwiastowaniu, prawy ołtarz poświęcony Nawiedzeniu Maryi, a trzeci także poświęcony Zwiastowaniu.
Wikariusz kapitulny Pontremoli, który odwiedził kościół 8 października 1634, zanotował, że ołtarz główny jest obłożony malowanymi drewnianymi ozdobami. Wymienia także inny obraz poniżej tytularnego obrazu Zwiastowania, ze złoconymi ramami i wizerunkiem Chrystusa pośrodku, św. Pawła Apostoła po prawej i św. Jana Chrzciciela po lewej. Według biskupa Miguela Balaguera Camarasy, podczas jego wizyty duszpasterskiej 2 maja 1637, na ołtarzu głównym znajdował się drewniany panel, na którym namalowanych było 12 apostołów, a także obraz Boga Ojca.
Ponieważ kościół miał dwa ołtarze poświęcone Zwiastowaniu, kiedy biskup Gargallo odwiedził kościół w grudniu 1601, otrzymał prośbę, aby mały ołtarz Zwiastowania poświęcić św. Pawłowi Pustelnikowi. Wniosek został przyjęty, a relacja z wizyty duszpasterskiej biskupa Cagliaresa w listopadzie 1615 wspomina o obrazie namalowanym na drewnie, przedstawiającym Madonnę z Dzieciątkiem, oraz św. Pawła Pustelnika po prawej i św. Wawrzyńca po lewej stronie. W październiku 1711 ołtarz ten został przeniesiony do nowego kościoła parafialnego, co potwierdza relacja z wizyty duszpasterskiej biskupa Joachima Canavesa z 28 października 1716.
O ołtarzu Nawiedzenia Najświętszej Maryi Panny wiadomo, że obraz tam umieszczony przedstawiał w górnej części Najświętszą Panienkę, na dole zaś św. Andrzeja Apostoła po prawej stronie, i św. Błażeja biskupa po lewej. Z relacji biskupa Cocco Palmieri, datowanej 20 maja 1709, wiemy, że ołtarz ten został również przeniesiony do nowego kościoła parafialnego.
W sprawozdaniu z wizyty duszpasterskiej biskupa Balaguera 12 grudnia 1658 wspomniany jest także ołtarz Matki Bożej Różańcowej. Wkrótce po drugiej wizycie tego samego biskupa w czerwcu 1662, ołtarz został przeniesiony do nowego kościoła parafialnego, co potwierdza raport z wizyty duszpasterskiej biskupa D'Astiria z 26 września 1673.

## Kościół dzisiaj

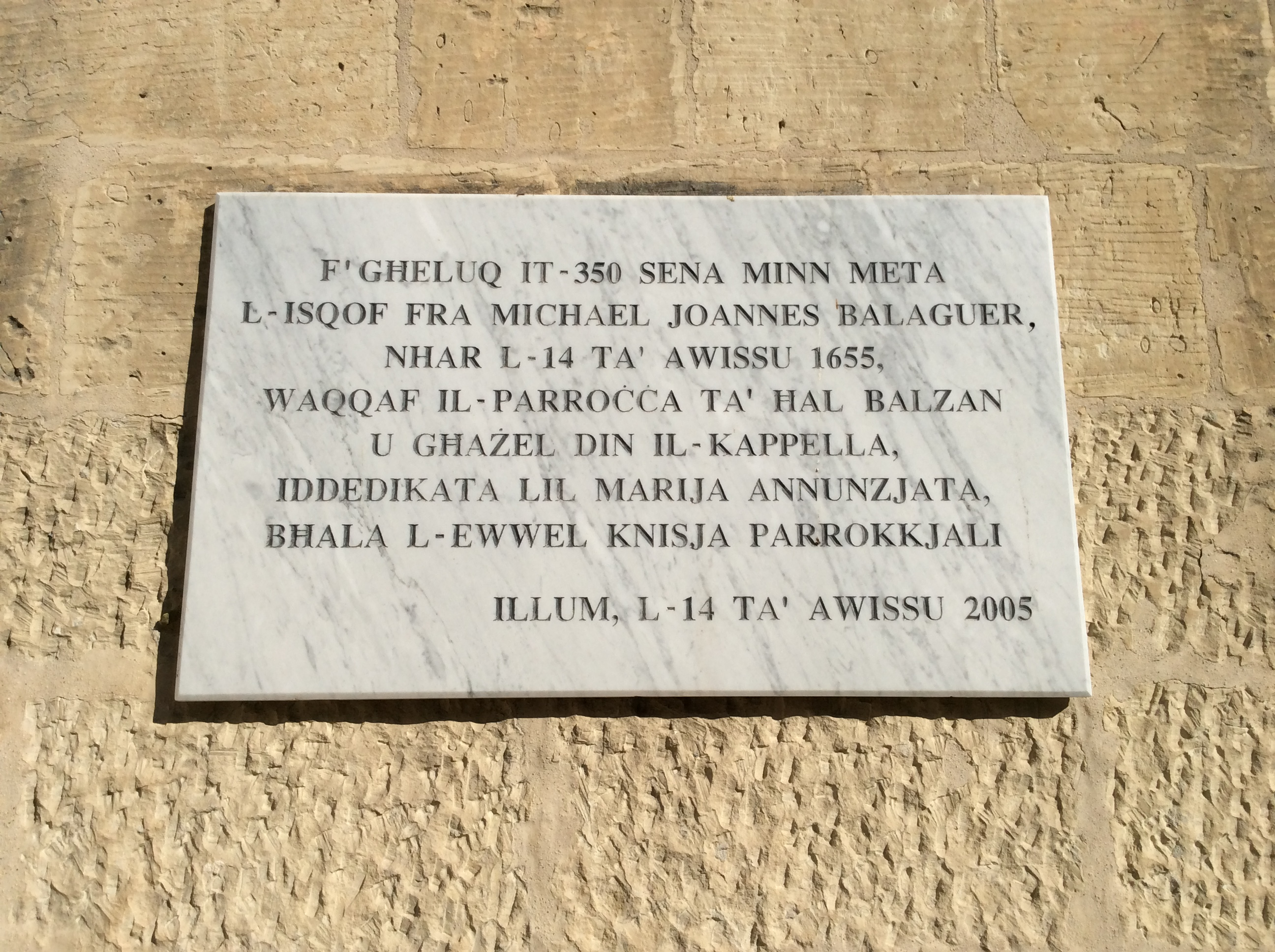
Tablica upamiętniająca 350. rocznicę ustanowienia parafii w Balzan.

Dzisiaj stary kościół Zwiastowania jest używany do działalności kulturalnej oraz tymczasowych wystaw o tematyce religijnej. 14 sierpnia 2005 kościół był centrum uroczystości, odbywających się z okazji 350 lat ustanowienia parafii. Tego dnia w pobliżu kościoła umieszczona została tablica, upamiętniająca to historyczne wydarzenie.
Ale przede wszystkim kościół ten jest związany z liturgicznym świętem Zwiastowania.
W pierwszych latach XX wieku, mieszkańcy wioski obchodzili dzień 25 marca w kościele z dzwonkami, sztucznymi ogniami, z oświetloną lampkami oliwnymi fasadą kościoła, ponieważ Balzan nie miał jeszcze podłączonej elektryczności, oraz mszą śpiewaną. Również dzisiaj, 25 marca, w liturgiczny dzień Zwiastowania, mieszkańcy Balzan spotykają się o godz. 8 rano w kościele.

## Ochrona dziedzictwa kulturowego
Budynek świątyni wpisany jest na listę National Inventory of the Cultural Property of the Maltese Islands pod nr 00168.

W wykazie NICPMI ujęty został osobno, pod nr 00170, kamienny krzyż, stojący przed kościołem na miejscu starego cmentarza.